# Usmate Velate
Usmate Velate – miejscowość i gmina we Włoszech, w regionie Lombardia, w prowincji Monza i Brianza.
Według danych na rok 2004 gminę zamieszkiwało 8608 osób, 956,4 os./km².